# Bo Christer Mikael Hedrén
Bo Christer Mikael Hedrén (o Mikael Hedrén) (* 1956 -) es un botánico sueco, que ha trabajado extensamente con las familias Acanthaceae, y Cyperaceae.

## Algunas publicaciones

### Libros
- Somers, c.; e. Robbrecht, mikael Hedrén, a.j.m. Leeuwenberg, m. Berndsen, l. Triest. 1987. Rubiaceae. Volumen 31 de Distributiones plantarum Africanarum. Ed. Jardin botanique national de Belgique. 2.030 pp.
- ensermu Kelbessa, lennart Holm, mikael Hedrén, nils Lundqvist, suk-pyo Hong, ulla-maj Hultgård, w. Mziray, kerstin Holm, roland Moberg. 1987. Parnassia palustris L. in Scandinavia. Ed. Uppsala University. 128 pp. ISBN 91-554-1994-1
- 1989. Justicia Sect. Harnieria (Acanthaceae) in tropical Africa. Ed. Uppsala University. 141 pp. ISBN 91-554-2368-X

- La abreviatura «Hedrén» se emplea para indicar a Bo Christer Mikael Hedrén como autoridad en la descripción y clasificación científica de los vegetales.[2]